# Mesoleius flavipes
Mesoleius flavipes là một loài tò vò trong họ Ichneumonidae.